# Патопсихолингвистика
Патопсихолингвистика изучает патологические отклонения в формировании и протекании речевых процессов в условиях несформированности или распада личности.
К речевой патологии относятся:
1. нарушения процессов, обусловленных действием высших психических функций (при психопатиях и акцентуациях);
2. речевые нарушения, вызванные локальными поражениями мозга (моторная и сенсорная афазия);
3. речевые нарушения, связанные с дисфункцией сенсорных систем (например, речь слепых, глухих и глухонемых);
4. нарушения, связанные с умственной отсталостью;
5. нарушения речи, связанные с затруднениями в реализации моторной программы (заикание, дисфония, брадилалия, тахилалия, дислалия, ринолалия, дизартрия).

Велики возможности психиатрической лингвистики как раздела патопсихолингвистики. Выявленные и описанные на материале нормы (художественные тексты) и патологии (реальная речь психических больных) словари акцентуированных личностей могут внести большой вклад в построение личностных тезаурусов. В отличие от общеязыкового тезауруса, тезаурус языка акцентуированной личности организован по правилам, определяемым искаженной картиной мира, существующей в сознании акцентуированной личности. На основании эмоционально-смысловой доминанты текста, можно говорить о таких картинах мира: «светлые» (паранойяльные), «тёмные» (эпилептоидные), «печальные» (депрессивные), «весёлые» (маниакальные) и «красивые» (истероидные). При этом речь идёт не столько об индивидуальном сознании автора, сколько об общих закономерностях проявления акцентуированного сознания в языке и речи. В этой своей части психолингвистика близка психиатрическому литературоведению и патографии литературного творчества.